# BITNET
BITNET fue una red informática cooperativa de universidades de los Estados Unidos fundada en 1981 por Ira Fuchs en la Universidad de la Ciudad de Nueva York  (CUNY) y Greydon Freeman en la Universidad de Yale. El primer enlace de red fue entre CUNY y Yale. 
El nombre BITNET originalmente significaba "Porque está allí Red" ( en inglés "Because It's There Network"), pero finalmente llegó a significar "Porque va siendo hora Red" ("Because It's Time Network" ).
Se requería que un colegio o universidad que deseara unirse a BITNET alquilara un circuito de datos (línea telefónica) de un sitio a un nodo BITNET existente, comprara módems para cada extremo del circuito de datos, enviara uno al sitio del punto de conexión y permita que otras instituciones para conectarse a su sitio de forma gratuita. 

## Detalles técnicos
Los protocolos de red de Bitnet, llamados RSCS, se utilizaron para la enorme red interna de IBM, conocida como VNET. Los enlaces BITNET se ejecutaron originalmente a 9600 baudios. Los protocolos BITNET finalmente se portaron a sistemas operativos de mainframe que no son de IBM, y se implementaron particularmente ampliamente bajo VAX/VMS, además de DECnet. 
BITNET presentó software de correo electrónico y LISTSERV, pero anterior a la World Wide Web, el uso común de FTP y Gopher . Las puertas de enlace para las listas los hicieron disponibles en Usenet. BITNET también admite la transmisión interactiva de archivos y mensajes a otros usuarios. Un servicio de puerta de enlace llamado TRICKLE permitió a los usuarios solicitar archivos de servidores FTP de Internet en trozosUUencode de 64 Kb. La red de retransmisión Interchat, conocida popularmente como BITNER Relay, era la función de mensajería instantánea de la red. 
BITNET se diferenciaba de Internet en que era una red punto a punto de "almacenamiento y reenvío", es decir, los mensajes de correo electrónico y los archivos se transmitieron en su totalidad de un servidor a otro hasta llegar a su destino. Desde esta perspectiva, BITNET se parecía más a UUCPNET. 
La primera revista electrónica de BITNET, VM/COM, comenzó como un boletín de la Universidad de Maine y circuló ampliamente a principios de 1984. Se sabe que dos boletines por correo electrónico que comenzaron como boletines de Bitnet en el otoño de 1987 todavía se transmiten. Son Electronic Air y SCUP Email News (anteriormente SCUP Bitnet News). 
Los requisitos de elegibilidad de BITNET limitaban el intercambio con entidades comerciales, incluida la propia IBM, lo que dificultaba la asistencia técnica y la corrección de errores. Esto se convirtió en un problema particular al intentar comunicarse en redes heterogéneas con proveedores de estaciones de trabajo gráficas como Silicon Graphics.

## Grado
En su apogeo alrededor de 1991, BITNET se extendió a casi 500 organizaciones y 3.000 nodos, todas instituciones educativas. Abarcaba América del Norte (en Canadá se conocía como NetNorth), Europa (como EARN), Israel (como ISRAEARN), India (VIDYANET) y algunos estados del Golfo Pérsico (como GulfNet). BITNET también fue muy popular en otras partes del mundo, especialmente en América del Sur, donde se implementaron y utilizaron unos 200 nodos a fines de los años ochenta y principios de los noventa. Parte de la red académica interuniversitaria sudafricana, inicialmente conocida como UNINET, y luego TENET (Red de educación terciaria) se implementó utilizando protocolos BITNET a fines de la década de 1980, con una puerta de enlace TCP/IP a Internet a través de la Universidad de Rhodes. Con el rápido crecimiento de los sistemas TCP/IP e Internet a principios de la década de 1990, y el rápido abandono de la plataforma base de IBM para fines académicos, la popularidad y el uso de BITNET disminuyeron rápidamente. 

## Legado

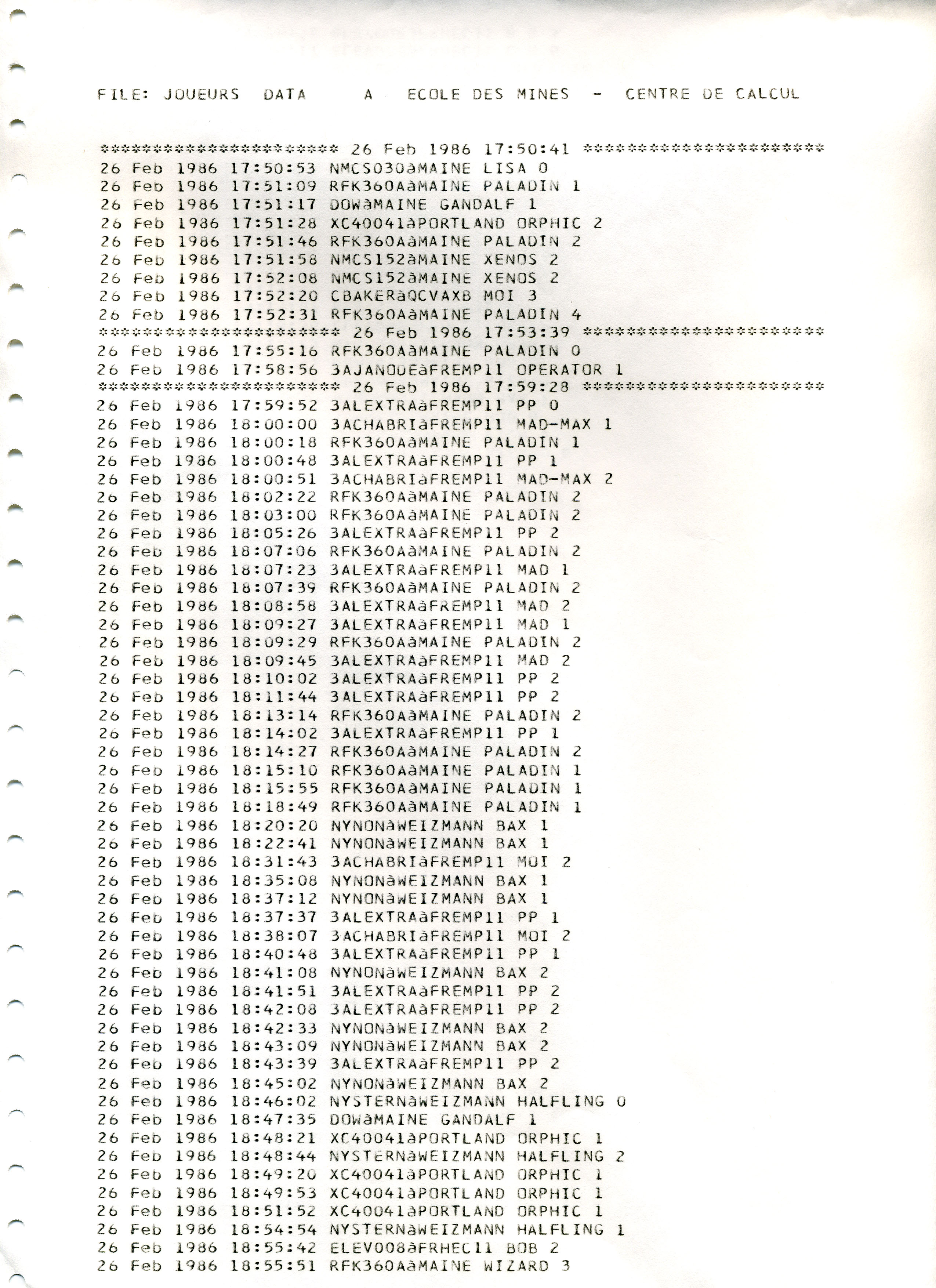
Un extracto del registro de conexiones de MAD de 1986 muestra la frecuencia de las conexiones en todo el mundo.

BITNET organizó su primera mazmorra multiusuario (MUD) en 1984, la MAD basada en texto. Jugadores conectados desde Estados Unidos, Europa o Israel se conectaban a un único servidor que se ejecuta en Francia.[cita requerida]
En 1996, CREN terminó su apoyo a BITNET. Los nodos individuales eran libres de mantener sus líneas telefónicas en línea todo el tiempo que quisieran, pero a medida que los nodos se desconectaban, la red se dividía en partes que eran inaccesibles entre sí. A partir de 2007, BITNET esencialmente ha dejado de funcionar. Sin embargo, un sucesor, BITNET II, que transmite información a través de Internet mediante protocolos BITNET, todavía tiene algunos usuarios. 